# Liudmila Pantxuk
Liudmila Pantxuk   (Tokarivka, 18 de gener de 1956 - 18 de febrer de 2011), de casada Kolomiets (Коломієць), fou una jugadora d'handbol ucraïnesa que va competir sota bandera soviètica durant les dècades de 1970 i 1980.
El 1976 va prendre part en els Jocs Olímpics de Montreal, on guanyà la medalla d'or en la competició d'handbol. La maternitat li va impedir disputar els Jocs de Moscou del 1980.
En el seu palmarès també destaca una medalla d'or al Campionat del món d'handbol de 1982 i una de plata al de 1975. A nivell de clubs jugà al Spartak de Kíev, amb qui guanyà la lliga soviètica de 1974 a 1977 i el 1982 i 1983; i la Copa d'Europa de 1975, 1977 i 1983.